# SamSam
SamSam (ook wel Sam Sam) was een Nederlandse komedieserie die werd uitgezonden van 1994 tot 2003 door RTL 4 (seizoen 1), Veronica (seizoen 2 t/m 8) en Yorin (seizoen 9 en 10). De afleveringen werden van najaar 2008 tot eind 2014 herhaald op Comedy Central Family. SamSam werd opgenomen in de Central Studios in Utrecht. Anno 2024 wordt de serie herhaald op RTL Lounge.
In deze komische serie draait het om het leven van vier jongeren en twee ouderen in een huis aan de Leliestraat 6 in Haarlem. Jimmy is de echte losbol, Chris is een slimme brunette, Jo is het domme blondje en Lex is een platvloerse barkeeper die graag de grenzen van fatsoen opzoekt en deze veelvuldig overschrijdt. De jongeren huren de bovenverdieping (Jimmy, Chris en Jo wonen in het appartement op de bovenverdieping) en de zolderkamer (die door Lex is gehuurd) van een oud stel, Ar(Nol)d en Riet(je) Brouwer. Nol is een nors, egoïstisch en manipulatief type, die liever lui is dan bezig en kampt met affectieproblemen. Rietje is zijn warmbloedige en goedmoedige echtgenote die hem er regelmatig aan moet herinneren dat een huwelijk gepaard gaat met verplichtingen die hij, met name in de slaapkamer, niet nakomt.
De Brouwers bemoeien zich geregeld, gewild of ongewild, met hun jeugdige huurders. Hierdoor komen ze vaak in botsing met hun bovenburen en met elkaar. 
De eerste drie seizoenen van de serie zijn gebaseerd op de Engelse serie Man About the House, die tussen 1973 en 1976 op de Engelse televisie werd uitgezonden. Latere seizoenen werden geschreven door Nederlandse komedieschrijvers als Harm Edens en Ger Apeldoorn.

## Geschiedenis
De serie SamSam begon in 1994 op de commerciële televisiezender RTL 4, als een Nederlandse versie van de Britse comedyserie Man About the House. De eerste drie seizoenen van SamSam waren dan op de 39 afleveringen van deze serie gebaseerd. De setting was naar het Haarlem van begin jaren negentig vertaald. De (roep)namen van de huursters Chris en Jo bleven vrijwel ongewijzigd. Aspirant-kok Robin Tripp werd veranderd tot Jimmy de Waard. Nol en Rietje Brouwer werden de Nederlandse versie van George en Mildred Roper. De vierde jongere, Larry, werd omgedoopt tot Lex.
Net als in de originele serie eindigde ook het derde seizoen van SamSam met een drieluik waarin Chris trouwde met de broer van Jimmy. Er werd toch besloten om de serie voort te zetten, dus kwam Chris in het vierde seizoen weer terug nadat ze was verlaten door haar echtgenoot. In seizoen 5 vertrok Lex naar een andere woning en betrok Jimmy de zolderkamer. Het café dat regelmatig door de personages werd bezocht, werd vanaf seizoen 6 door Jimmy en Lex gerund. In dit seizoen kreeg Lex, die inmiddels ook tot de hoofdpersonen gerekend kon worden, een stiekeme relatie met Jo. Op het einde van seizoen 6 zou Jimmy vertrekken en kregen de kijkers de keuze om via de telefoon te bepalen hoe de aflevering zou aflopen.
Jimmy vertrok, maar keerde in het volgende seizoen weer terug, en kwam zijn zolderkamer in handen van Lex. Jo ging echter op een wereldreis, waarna Lex niet meer in het huis wilde komen wonen en Jimmy de zolderkamer alsnog kreeg. Als vervangster voor Jo werd haar nichtje Nina geïntroduceerd. Vanwege haar gelijkenis met Jo werd Lex algauw verliefd op haar, maar dit was niet wederzijds.
In seizoen 8 verliet Chris de serie omdat ze een baan in Parijs had gekregen. Hierop kwam de nieuwe huurster Tess, een nichtje van Nol en Rietje, in het huis wonen. In seizoen 9 werd zij alweer vervangen door Eva, een ander nichtje, dat bovendien biseksueel was.
Sinds 25 maart 2019 is de serie (met uitzondering van seizoen 3) te zien op video-on-demand dienst Videoland. Naar aanleiding hiervan werd een deel van de cast in 2023 geïnterviewd over de serie.

## Rolverdeling
| Personage                          | Acteur/actrice       | Periode   |
| ---------------------------------- | -------------------- | --------- |
| Jimmy Hercules de Waard            | John Jones           | 1994-2003 |
| Christien (Chris) Meeuwisse        | Anne-Mieke Ruyten    | 1994-2001 |
| Jolande (Jo) van Staveren          | Elle van Rijn        | 1994-2000 |
| Arnoldus (Nol) Brouwer             | Jules Royaards       | 1994-2003 |
| Margaretha (Riet) Brouwer-Ligtvoet | Bea Meulman          | 1994-2003 |
| Lex Pijnacker                      | Joost Buitenweg      | 1994-2003 |
| Nina V. / Schoe(n)maker            | Anneke Beukman       | 2000-2003 |
| Tess de Graaff                     | Angelique de Bruijne | 2001      |
| Eva de Graaff                      | Iris Stobbelaar      | 2002-2003 |

### Terugkerende gastrollen
| Personage                            | Acteur/actrice      | Periode    |
| ------------------------------------ | ------------------- | ---------- |
| Barman Stan                          | Danny de Kok        | 1994-1996  |
| Meneer De Waard (vader van Jimmy)    | Donald Jones        | 1994, 1996 |
| Mevrouw Meeuwisse (moeder van Chris) | Hetty Verhoogt      | 1994-1996  |
| Meneer Meeuwisse (vader van Chris)   | Arthur Boni         | 1996       |
| Mickey de Waard (broer van Jimmy)    | Eric van Sauers     | 1996       |
| Jerry Jonkers (vriend van Nol)       | IJf Blokker         | 1996       |
| Bonnie (vriendin van Lex)            | Lone van Roosendaal | 1997       |
| Enno (neef van Jo)                   | Hans Breetveld      | 1998       |
| Suus                                 | Ingrid Desmet       | 2001-2003  |

## Dvd-uitgaven
| Seizoen         | Datum           |
| --------------- | --------------- |
| Seizoen 1       | april 2010      |
| Seizoen 2       | april 2010      |
| Seizoen 3       | mei 2010        |
| Seizoen 4       | mei 2010        |
| Box Seizoen 1-4 | mei 2010        |
| Seizoen 5       | 7 oktober 2010  |
| Seizoen 6       | 7 oktober 2010  |
| Seizoen 7       | 22 april 2011   |
| Seizoen 8       | 22 april 2011   |
| Seizoen 9       | 13 oktober 2011 |
| Seizoen 10      | 13 oktober 2011 |

## Afleveringen
Er zijn in totaal 130 afleveringen verdeeld over 10 seizoenen gemaakt, zie Lijst van afleveringen van SamSam.

## Trivia
- Een running gag uit de eerste drie seizoenen is dat de radio soms spontaan Indiana Jones-muziek afspeelt in een fanfare-uitvoering.
- Donald Jones die in de serie Meneer De Waard (vader Jimmy) speelt, is in het echt ook de vader van John Jones (Jimmy de Waard).
- De beginmelodie is door Elle van Rijn, Anne-Mieke Ruyten en John Jones zelf ingezongen.
- Het fictieve huis waar de serie zich afspeelt in de Leliestraat is tijdens het eerste seizoen in werkelijkheid gelegen in de Leeghwaterstraat in Haarlem; er zijn tijdens het eerste seizoen buitenopnamen gemaakt daar.
- John Jones (Jimmy) en Jules Royaards (Nol) zijn de enige acteurs die de hele serie in alle afleveringen zijn verschenen.